# Filippo Filonardi (arcivescovo)

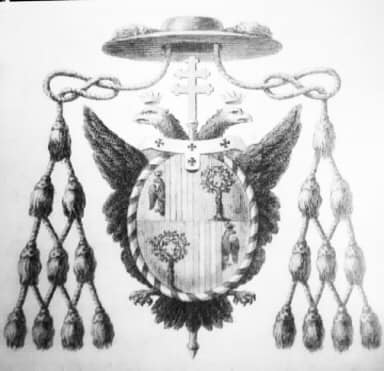
Stemma di S.E. mons. Filippo Filonardi, arcivescovo di Ferrara. Inquartato: nel primo e nel quarto partito d'oro all'aquila imperiale uscente dalla partizione, d'azzurro a due pali d'oro; nel secondo e nel terzo partito di rosso alla quercia d'oro con i rami passati in doppi croce di Sant'Andrea; lo scudo accollato all'aquila dell'impero; sormontato dalla croce e galero arcivescovile.

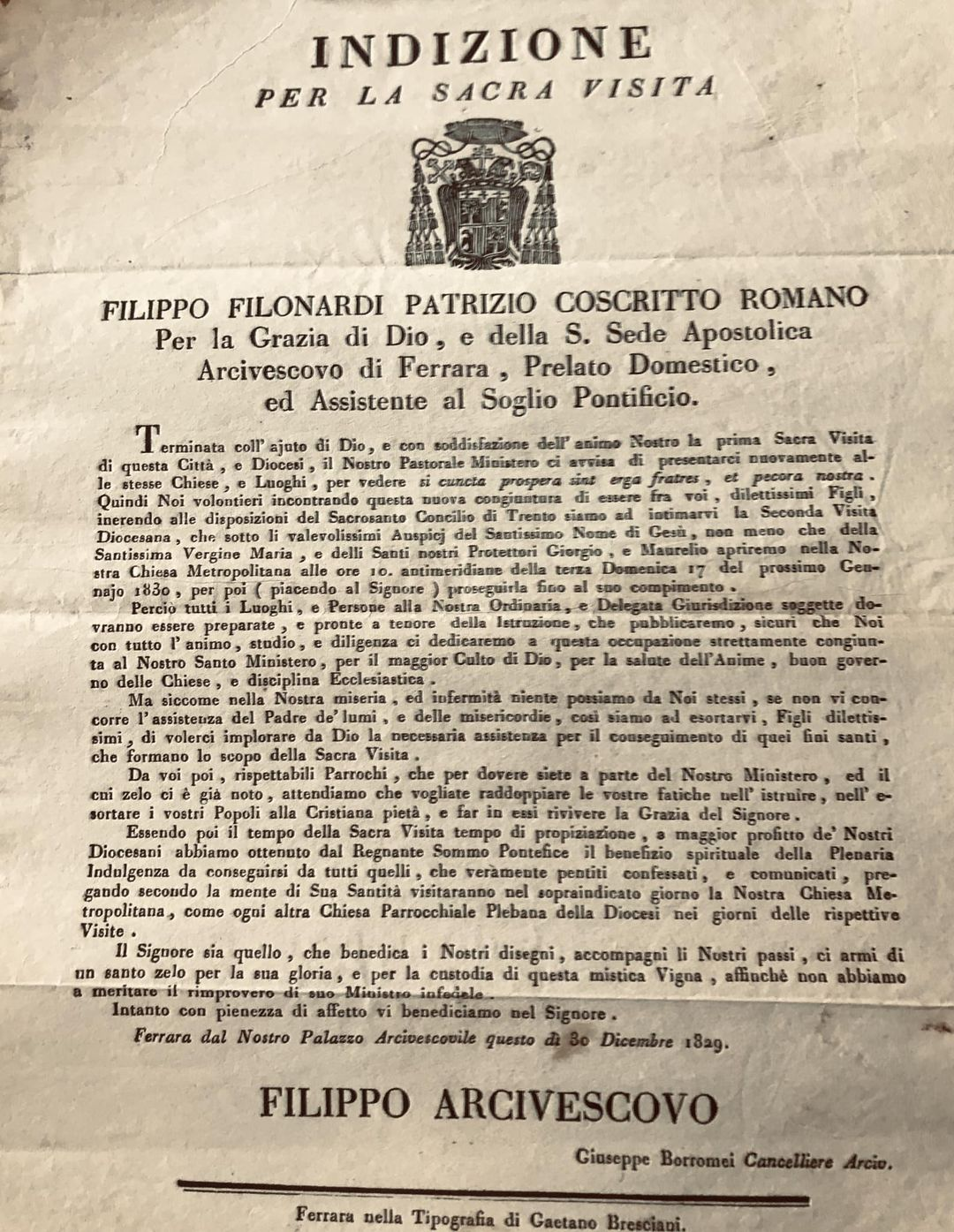

Filippo Filonardi (Roma, 15 settembre 1753 – Ferrara, 3 maggio 1834) è stato un arcivescovo cattolico italiano.

## Biografia
Nato da famiglia romana, Filippo Filonardi nacque il 15 settembre 1753, i suoi genitori furono il marchese Scipione Filonardi patrizio coscritto romano, e la nobildonna romana Costanza Gottifredi.
Studiò lettere e filosofia al Collegio di San Carlo di Modena. Tornato a Roma prese la carriera militare come suo padre (il marchese Scipione Filonardi nobile coscritto romano, governatore delle armi di Marittima e Campagna, sergente maggiore delle Milizie, signore di Marittima Campagna e Lazio 1763) fino a raggiungere il grado di maggiore all'età di anni 40.
Nell'anima del marchese Filippo Filonardi già da tempo maturava la vocazione ecclesiastica onde si rese necessario l'abbandono delle armi per abbracciare tale stato.
Il 15 dicembre 1799 fu promosso al suddiaconato, il 22 dicembre 1799 al diaconato ed infine il 27 dicembre 1799 ottenne l'ordinazione sacerdotale.
Don Filonardi non volle essere un semplice sacerdote , ma volle arricchita la sua mente di dottrina teologica .
Tutta la mattina era dedicata al Confessionale delle varie chiese di Roma, poi seguivano le visite agli ospedali, per assistere gli infermi e istruirli nella pietà, ed alle carceri, per sovvenire in ogni maniera i detenuti. A Roma fondò la Pia Unione San Paolo Apostolo di cui fu proclamato rettore primario, scopo della quale era di istituire ed esercitare i sacerdoti a vantaggio della Chiesa e dei fedeli.

### Episcopato
Una mattina mentre si trovava in confessionale gli venne recapitata una missiva della Santa Sede con la quale papa Pio VII gli annunciava la nomina a suo elemosiniere apostolico.
Il 16 maggio 1823 lo aveva preconizzato arcivescovo titolare di Atene, ricevendo la consacrazione episcopale il 1º giugno dello stesso anno per mano del cardinale Giulio Maria della Somaglia. Tre anni più tardi, il 3 luglio 1826, fu nominato arcivescovo metropolita di Ferrara; nello stesso giorno gli fu concesso il pallio.
Prima di lasciare Roma per raggiungere la sua sede arcivescovile si recò ad ossequiare papa Leone XII, il quale prima di impartirgli la benedizione apostolica lo abbracciò affettuosamente intimandogli di curare i propri fedeli e di raggiungere la nomina cardinalizia, ma Filonardi ribadì la volontà di servire i propri fedeli senza aspirare ad una fiorente carriera ecclesiastica.
Giunto a Ferrara fu accolto da tutto il capitolo metropolitano e dai parroci. Il suo breve governo pastorale che durò circa otto anni fu basato sul Vangelo.
Volle che tutte le parrocchie dell'arcidiocesi fossero provvedute di saggi e prudenti sacerdoti affinché i fedeli avessero, come pecorelle, un pascolo abbondante di dottrina, di prediche e di sacramenti.
Applicò con saggezza e precisione le norme dettate dal Concilio di Trento circa le visite pastorali.
Fu provvido con tutti i poveri della sua Chiesa, molte beneficenze furono fatte per la città di Ferrara come "due utilissime Istituzione quali la Casa di ricovero ed industria e il Discolato per i giovani abbandonati".
Morì il 3 maggio 1834 a Ferrara all'età di 80 anni e fu sepolto nella cripta della cattedrale di Ferrara.

## Genealogia episcopale
La genealogia episcopale è:
- Cardinale Scipione Rebiba
- Cardinale Giulio Antonio Santori
- Cardinale Girolamo Bernerio, O.P.
- Arcivescovo Galeazzo Sanvitale
- Cardinale Ludovico Ludovisi
- Cardinale Luigi Caetani
- Cardinale Ulderico Carpegna
- Cardinale Paluzzo Paluzzi Altieri degli Albertoni
- Papa Benedetto XIII
- Papa Benedetto XIV
- Papa Clemente XIII
- Cardinale Marcantonio Colonna
- Cardinale Giacinto Sigismondo Gerdil, B.
- Cardinale Giulio Maria della Somaglia
- Arcivescovo Filippo Filonardi